# Nakla (meteorit)
Meteorit Nakla je prvi najdeni meteorit iz skupine Marsovih meteoritov (SNC meteoriti), ki jih imenujemo nakliti. Po njem se imenujejo tudi meteoriti iz te skupine.
Meteorit Nakla je padel na Zemljo 28. junija 1911 ob približno 9:00 uri pri kraju Hakla v področju Abu Homons pri Aleksandriji v Egiptu.
Meteorit je med eksplozijo razpadel na 40 kosov, ki so padli na površino. Padec so opazovali mnogi posamezniki. Nekateri delci meteorita so se zarili v zemljo tudi do metra globoko. Verjetno je meteorit  Nakla nastal kot izvrženi material pri trku večjega nebesnega telesa s površino Marsa.
Od leta 1999 se znanstveniki ukvarjajo z idejo, da meteorit morda nosi dokaze o življenju na Marsu. 
Ta problem je postal posebno zanimiv po raziskavah meteorita ALH84001, ki so ga našli na Antarktiki. V letu 2006 so preiskali meteorit Nakla z dovoljenjem NASA-e. V porah meteorita so našli samo mešanico ogljikovih spojin, niso pa našli nobenih značilnosti, ki bi jih lahko imeli za dokaz o obstoju življenja na Marsu.